# Aphantorhaphopsis verralli
Aphantorhaphopsis verralli là một loài ruồi trong họ Tachinidae.